# Estnisches Dramatheater

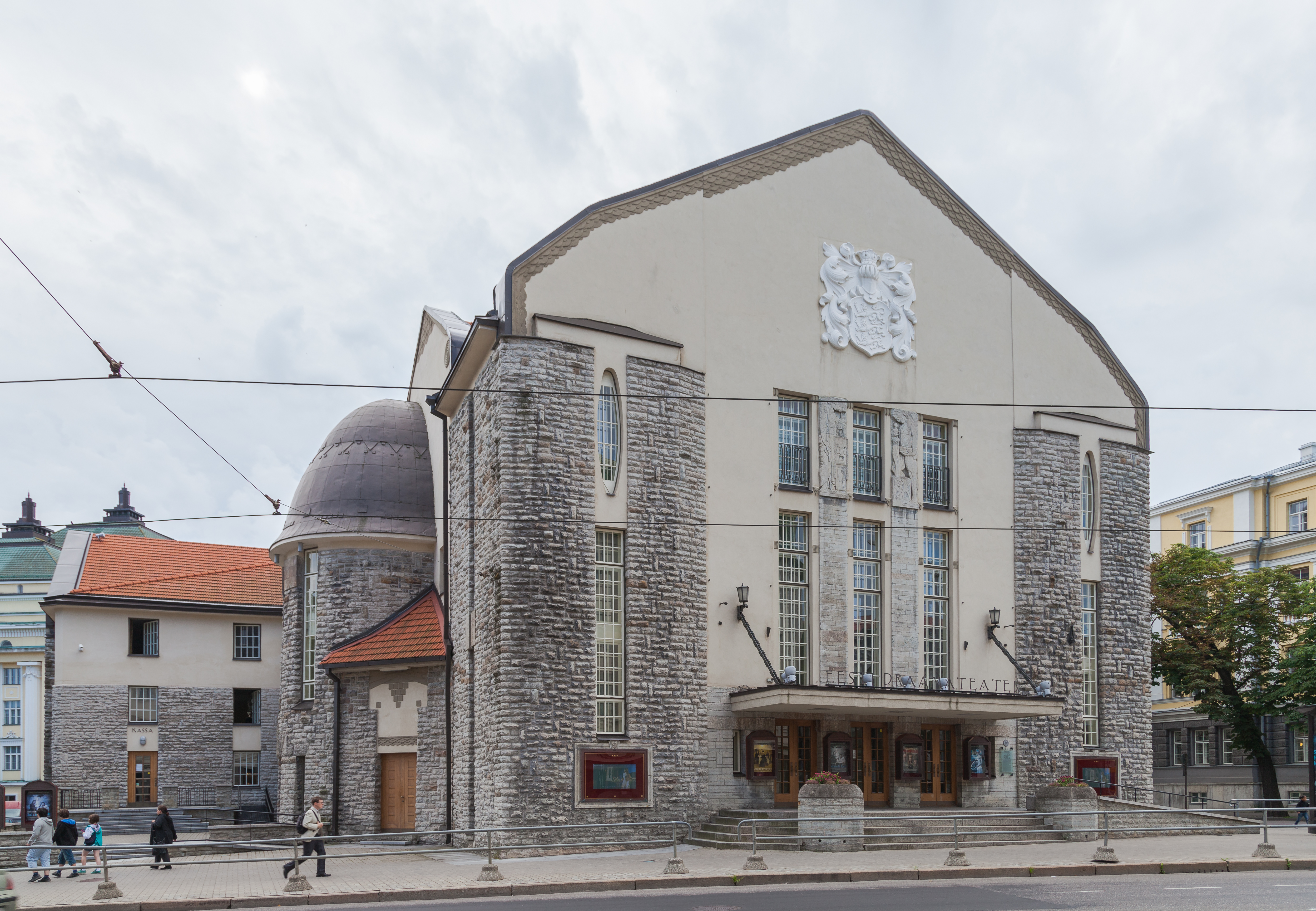
Das Estnische Dramatheater in Tallinn

Das Estnische Dramatheater (Estn. Eesti Draamateater) ist ein bedeutendes Theater in Tallinn.

## Geschichte
Das Theater geht zurück auf den estnischen Regisseur Paul Sepp, der 1920 mit dem Drama-Studio die erste estnische Theaterschule gründete. Aus den ersten Absolventen ging eine Theatertruppe hervor, die zunächst ohne eigenes Haus als Wandertheater fungierte. Sie zog über Land und mietete in Tallinn verschiedene Bühnen. Das konnte jedoch auch zu Konflikten führen, beispielsweise wurde 1937 ein Stück von Rudolf Sirge, das auf der angemieteten Bühne des Deutschen Theaters gespielt werden sollte, abgesetzt, weil es nach Meinung einiger Vertreter der deutschen Minderheit deutschfeindlich war. 1937 erfolgte die Umbenennung von Drama-Studio-Theater in Estnisches Dramatheater, nachdem die Theaterschule bereits 1933 aus wirtschaftlichen Gründen geschlossen worden war.
Als 1939 die deutsche Minderheit Estland verließ, wurde das Gebäude des Tallinner Deutschen Theaters frei. Dadurch konnte das Estnische Dramatheater erstmals ein eigenes Haus beziehen. Das Revaler Deutsche Theater in Tallinn existierte seit 1795 und geht letztlich auf das Revaler Liebhaber-Theater zurück, das 1784 von August von Kotzebue begründet worden war. Es residierte seit 1809 in einem eigenen Gebäude in der Breiten Straße in Tallinn und bezog hundert Jahre später ein modernes neues Gebäude.

## Heutiges Gebäude

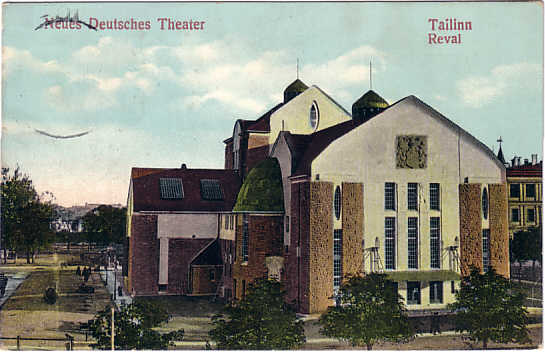
Das Deutsche Theater auf einer Postkarte von 1910

Das Gebäude von 1910 wurde von den Sankt Petersburger Architekten Nikolai Wassiljew und Alexei Bubyr erbaut. Es liegt an der Pärnuer Chaussee in unmittelbarer Nähe der Nationaloper Estonia und ist ein prominentes Beispiel für Jugendstilarchitektur in Tallinn. Charakteristisch sind die plastischen Fassaden („von innen nach außen drückend“) und die schmalen vertikal langgestreckten Fenster. Da im Zweiten Weltkrieg in Estland etliche Gebäude zerstört wurden und das Hauptgebäude der Nationaloper Estonia aus dem Jahre 1913 stammt, ist es heute das älteste erhaltene Theatergebäude in Estland. Es verfügt über einen hufeisenförmigen Hauptsaal mit über 430 Plätzen, Drehbühne und Orchestergraben, einen kleinen Saal im Dachgeschoss mit 170 Plätzen und einen Probensaal.
Mit 37 Schauspielerinnen und Schauspielern sowie vier festangestellten Regisseuren ist das Estnische Dramatheater Estlands größtes Theater. Jährlich werden knapp 500 Vorstellungen gegeben, die von über 100.000 Zuschauern gesehen werden.

## Bekannte Personen
- Ita Ever, Schauspielerin seit 1953.
- Merle Karusoo, Dramaturgin 1976–1978, Direktorin 1998/1999.
- Albert Kivikas, Dramaturg 1935–1938.
- Ants Lauter, Schauspieler 1949–1951.
- Voldemar Panso, Schauspieler 1941–1950, Dramaturg 1955–1958.
- Paul-Eerik Rummo, literarischer Direktor 1976–1990.
- Juhan Sütiste, Dramaturg 1938–1941.
- Mati Unt, Dramaturg 1992–2003.
- Juhan Viiding, Schauspieler 1972–1995.
- Henrik Visnapuu, Dramaturg während der deutschen Besetzung von 1941–1944.

## Bibliographie
- Artur Adson: Das estnische Theater. Tartu: Akadeemiline kooperatiiv 1933. 64 S.
- Karin Hallas-Murula: Eesti Draamateater. Ehituslugu ja arhitektuur, in: Eesti Draamateatri Maja 100. Tallinn: Eesti Draamateater 2010. 203 S.
- Karin Kask: Eesti nõukogude teater 194–1965. Sõnalavastus. Tallinn: Eesti Raamat 1987. 591 S.
- Piret Kruuspere (Hg.): Eesti sõnateaater 1965–1985. [Tallinn:] Eesti muusika- ja Teatriakadeemia lavakunstikool, Eesti Teatriliit, Eesti TA Underi ja Tuglase Kirjanduskeskus 2015. 752 S.
- Lea Tormis: Eesti teater 1920–1940. Sõnalavastus. Tallinn: Eesti Raamat 1978. 501 S.